# Ruen, Burgas
Ruen (în bulgară Руен) este un sat în comuna Ruen, regiunea Burgas,  Bulgaria. 

## Demografie
Componența etnică a satului Ruen
     Turci (45,02%)
     Nicio identificare (18,84%)
     Bulgari (4,24%)
     Romi (31,88%)
La recensământul din 2011, populația satului Ruen era de 2.261 locuitori. Nu există o etnie majoritară, locuitorii fiind turci (45,02%), romi (31,88%) și bulgari (4,24%). Pentru 18,84% din locuitori nu este cunoscută apartenența etnică.